# Рожново (Владимирская область)
Рожново — деревня в Муромском районе Владимирской области России, входит в состав Борисоглебского сельского поселения. 

## География
Деревня расположена в 10 км на северо-запад от центра поселения села Борисоглеб и в 25 км на северо-запад от Мурома.

## История
Деревня впервые упоминается в окладных книгах Рязанской епархии за 1676 год в составе Талызинского прихода, в ней было 10 дворов крестьянских и 1 бобыльский.
В конце XIX — начале XX века деревня входила в состав Дубровской волости Муромского уезда. В 1859 году в деревне числилось 39 дворов, в 1905 году — 71 двор, в 1926 году — 134 двора.
С 1929 года деревня являлась центром Рожновского сельсовета Селивановского района, с 1940 года — в составе Талызинского сельсовета, с 1963 года — в составе Муромского района, с 2005 года — в составе Борисоглебского сельского поселения. 

## Население
| 1859 | 1905 | 1926 | 2002 | 2010 | 2021 |
| ---- | ---- | ---- | ---- | ---- | ---- |
| 331  | ↗466 | ↗722 | ↘66  | ↘50  | ↘46  |